# Bolinha (diretor)
Marcelo Picon dos Santos Gancho, mais conhecido como Marcelo Bolinha ou apenas Bolinha (São Paulo, 3 de abril de 1974), é um diretor de externas, produtor e apresentador brasileiro.
Foi responsável pela criação de vários quadros nos programas humorísticos Pânico na TV, da Rede TV!, e Pânico na Band, da Rede Bandeirantes. Era conhecido por produzir conteúdos de espírito subversivo e criativo, uma comédia ácida inspirada por programas como Jackass.

## Carreira
Em 2003, tornou-se produtor do programa Pânico na TV - exibido na RedeTV! - e a partir de 2008 participou como protagonista em matérias ao lado do apresentador e comediante Marcos Chiesa, o Bola. Também foi diretor de externas do extinto Pânico na Band, na Rede Bandeirantes.

### Controvérsias
Em 2020, os ex-integrantes do Pânico Rodrigo Scarpa (Vesgo), Marcelo Picon (Bolinha), Emílio Surita e o ex-diretor do programa, Allan Rapp, e a Band foram condenados em segunda instância a pagar uma indenização de R$ 100 mil à atriz Luana Piovani. Segundo o Tribunal de Justiça do Estado de São Paulo, o motivo foi uso indevido da imagem da atriz.

## Vida pessoal
Possui ascendência argentina e tem dois irmãos, sendo um mais velho e outro mais novo. É primo dos influencers Jade Picon e Léo Picon.
Formado em Jornalismo, também é lutador de MMA, sendo especialista em muay thai e faixa preta de jiu-jitsu brasileiro, tendo uma equipe em São Paulo. Competiu em diversas lutas amadoras, mas atualmente não está apto à luta profissional devido a uma lesão no ombro, causada por uma "vingança" de Dani Bolina.
Atualmente, reside na Granja Viana, distrito da Grande São Paulo.

## Luta

### Lutas amadoras no MMA
| Adversário           | Decisão | Causa                                      | Data       |
| -------------------- | ------- | ------------------------------------------ | ---------- |
| Caio Bonegati        | Vitória | Decisão unânime em 5 rounds                | 10/11/2008 |
| Mário Beltrão        | Derrota | Intervenção médica                         | 02/09/2008 |
| Paulo Santana Omazzo | Vitória | Finalização arm lock                       | 30/08/2007 |
| Carlos Magnum Guti   | Empate  | 5 rounds                                   | 01/07/2007 |
| Álvaro Passos        | Vitória | Nocaute técnico                            | 06/05/2007 |
| Saulo Carvalho       | Vitória | Nocaute                                    | 18/09/2006 |
| Paulo Santana Omazzo | Derrota | Decisão unânime após 4 rounds de 6 minutos | 04/05/2006 |

### Kick boxing amador
| Adversário              | Resultado                               | Local e Eventos                           | Data       |
| ----------------------- | --------------------------------------- | ----------------------------------------- | ---------- |
| Márcio Aureliano Dantas | Vitória (decisão unânime)               | Aberto de Vitória (Espírito Santo)        | 10/02/2006 |
| Jonas Figueredo         | Vitória                                 | Campinas Spike Kick (Campinas, São Paulo) | 24/11/2005 |
| Alejandro Vegan         | Vitória técnica (corte supercílio 7 cm) | Entrace Park All (México)                 | 20/07/2005 |
| Patrício Silva          | Derrota                                 | Capital Abertura (São Paulo)              | 01/10/2004 |
| Sandro Marílio          | Vitória                                 | Amateur The Simple Warrions (Nova York)   | 16/03/2004 |
| Carlos Pereia Morais    | Derrota                                 | GANKB (São Paulo)                         | 11/01/2003 |
| Sérgio Cascavel         | Vitória                                 | GANKB (Fortaleza)                         | 03/11/2002 |
| Maurício Lavigne        | Vitória                                 | GANKB (São Paulo)                         | 04/08/2003 |
| Carlos Samudio          | Empate                                  | GANKB (Ribeirão Preto)                    | 01/05/2002 |
| João Peter Paulino      | Vitória                                 | GANKB (São Paulo)                         | 09/07/2001 |